# 長尾巨鼠屬
長尾巨鼠屬（学名：Berylmys），哺乳綱、囓齒目、鼠科的一屬，而與長尾巨鼠屬（長尾巨鼠）同科的動物尚有非洲巨鼠屬（非洲巨鼠）、南非囊鼠屬（南非囊鼠）、大倉鼠屬（大倉鼠）等之數種哺乳動物。

## 下属物种
本属包括以下物种：
- 大泡灰鼠 Berylmys berdmorei (Blyth, 1851)
- 青毛鼠 Berylmys bowersi (Anderson, 1879)
- Berylmys mackenziei (Thomas, 1916)
- 小泡灰鼠 Berylmys manipulus (Thomas, 1916)